# Kamień Górowski
Kamień Górowski is een plaats in het Poolse district  Górowski, woiwodschap Neder-Silezië. De plaats maakt deel uit van de gemeente Wąsosz en telt 290 inwoners.